# 玉山南峰
玉山南峰為臺灣玉山山脈中的一座高山，也是台灣百岳名峰中的「十峻」之一，行政區屬於高雄市桃源區梅山里。位於玉山主峰南側約2.6公里處、玉山國家公園範圍之內，標高3,844公尺。日治時期名為南山、新高南山。
台灣登山家邢天正稱其為天龍峰：「從主峰南望，只見稜脈蜿蜒，逶迤遠引……危峰突聳，岩角崢嶸，宛似游龍昂首、顧盼神飛」。這蜿蜒似游龍的山稜也稱為閉鎖曲線峰，其連嶺上均未置基點，峰頂在連嶺上的確實位置在過去百年來並無一致認定。:下冊56-65從日治1898-1904年的《台灣堡圖》、1924年《陸地測量部五萬分一地形圖》之後一直到後來遠東美軍製圖局 (USAMS, Far East Command) 測繪以及《聯勤版地形圖》（俗稱「老五萬」），都將「南山」繪於今玉山三叉峰的位置上；而1907年的、1922年台灣山岳會發行的《新高山圖》和會刊《台灣山岳》、以及著名博物學家鹿野忠雄博士記錄高校大學時代台灣高山登山的著作中描寫的南山攀登，南山則繪在現在認定南峰的位置；1985年之後的經建版地圖都將「南山」繪於今東小南山的基點位置上；2013年以後國土測繪中心 (NLSC) 的基本地形圖玉山南峰開始又定回現在的位置。某些地圖上會注記「玉山三叉峰」、「閉鎖曲線峰」。玉山南峰本就是指蜿蜒似游龍的閉鎖曲線峰這整條連嶺，近年來國家公園和登山界將玉山南峰峰頂位置定在玉山南稜分支東伸往鹿山稜線上的最高點，並放置鐵製標牌；往小南山、南玉山稜線的分叉峰稱為三叉峰；三叉峰和南峰頂之間的高突岩脊為閉鎖曲線峰，開闢通往南峰峰頂的大眾步道從其北側碎石坡低繞，沒有經過閉鎖曲線峰連嶺，另有資料認為閉鎖曲線峰即為今玉山南峰。